# Байджі – Мосул
Байджі — Мосул — трубопровід, споруджений для поставок природного газу на північ Іраку.
В 1980-х в Іраку почали створення газотранспортної системи, зокрема, організували постачання блакитного палива з району Кіркуку до Байджі в долині Тигру, звідки газопроводи розходились до Багдаду, Хадіти та Мосулу. В останньому випадку на першій ділянці довжиною 131 км до району Al-Mashriq проклали труби діаметром 450 мм, після того до власне міста — 300 мм.
Від розвилки Al-Mashriq веде відгалуження довжиною 38 км до теплоелектростанції Мосул потужністю 750 МВт, яка стала головним клієнтом газопроводу.